# Eupithecia endonephelia
Eupithecia endonephelia es una especie de polilla de la familia Geometridae. La especie fue descrita por primera vez por Harrison Gray Dyar habiendo sido descrita en 1918, con distribución en México. El holotipo de la especie fue descrita en Cuernavaca.

## Descripción
El ala anterior es sórdida de color marrón madera, irritada con puntos negruzcos en el área costal hasta la a mancha discal. Cuenta con líneas blanquecinas, dobles, casi rectas. La línea subterminal es obsoleta. La mancha discal es redonda y negra con una línea negra terminal. El ala trasera es negruzca, excepto la zona costera. Tiene una tenue línea blanquecina mediana que cruza el punto discal negro y una línea blanquecina exterior más distinta, con un ángulo hacia afuera en el medio. La extensión del ala es aproximadamente 14 milímetros (0,6 plg).